# Гіндельбанк
Гіндельбанк (нім. Hindelbank) — громада  в Швейцарії в кантоні Берн, адміністративний округ Емменталь.

## Географія
Громада розташована на відстані близько 13 км на північний схід від Берна.
Гіндельбанк має площу 9,7 км², з яких на 13,1% дозволяється будівництво (житлове та будівництво доріг), 61,8% використовуються в сільськогосподарських цілях, 24,8% зайнято лісами, 0,4% не є продуктивними (річки, льодовики або гори).

## Демографія
2019 року в громаді мешкало 2611 осіб (+19,2% порівняно з 2010 роком), іноземців було 12,9%. Густота населення становила 269 осіб/км².
За віковим діапазоном населення розподілялося таким чином: 20,3% — особи молодші 20 років, 60,6% — особи у віці 20—64 років, 19,1% — особи у віці 65 років та старші. Було 1179 помешкань (у середньому 2,2 особи в помешканні).
Із загальної кількості 983 працюючих 64 було зайнятих в первинному секторі, 165 — в обробній промисловості, 754 — в галузі послуг.